# Hôtel de ville de Nuremberg

L'hôtel de ville de Nuremberg est l'hôtel de ville, c'est-à-dire l'édifice où siègent les autorités municipales, de la ville de Nuremberg en Allemagne.

## Histoire

### Premières constructions
Le premier hôtel de ville apparait au XIIIe siècle à Nuremberg. Il s’agit d'une petite et modeste construction mais vraisemblablement déjà en pierres. L’essor politique et économique de la ville détermine une reconstruction grandiose (pour l’époque) de 1332 à 1340 où un hôtel de ville traditionnel gothique est aménagé sur la place du sel, derrière le chœur de l’église Saint-Sébald. Au-dessus des oubliettes au sous-sol et des boutiques au rez-de-chaussée, une salle d’apparat est réalisée : la Grande Salle. Elle sert de tribunal, de salle de danse aux familles de la ville et de lieu de rassemblement lors des diètes. 

### XVesiècle

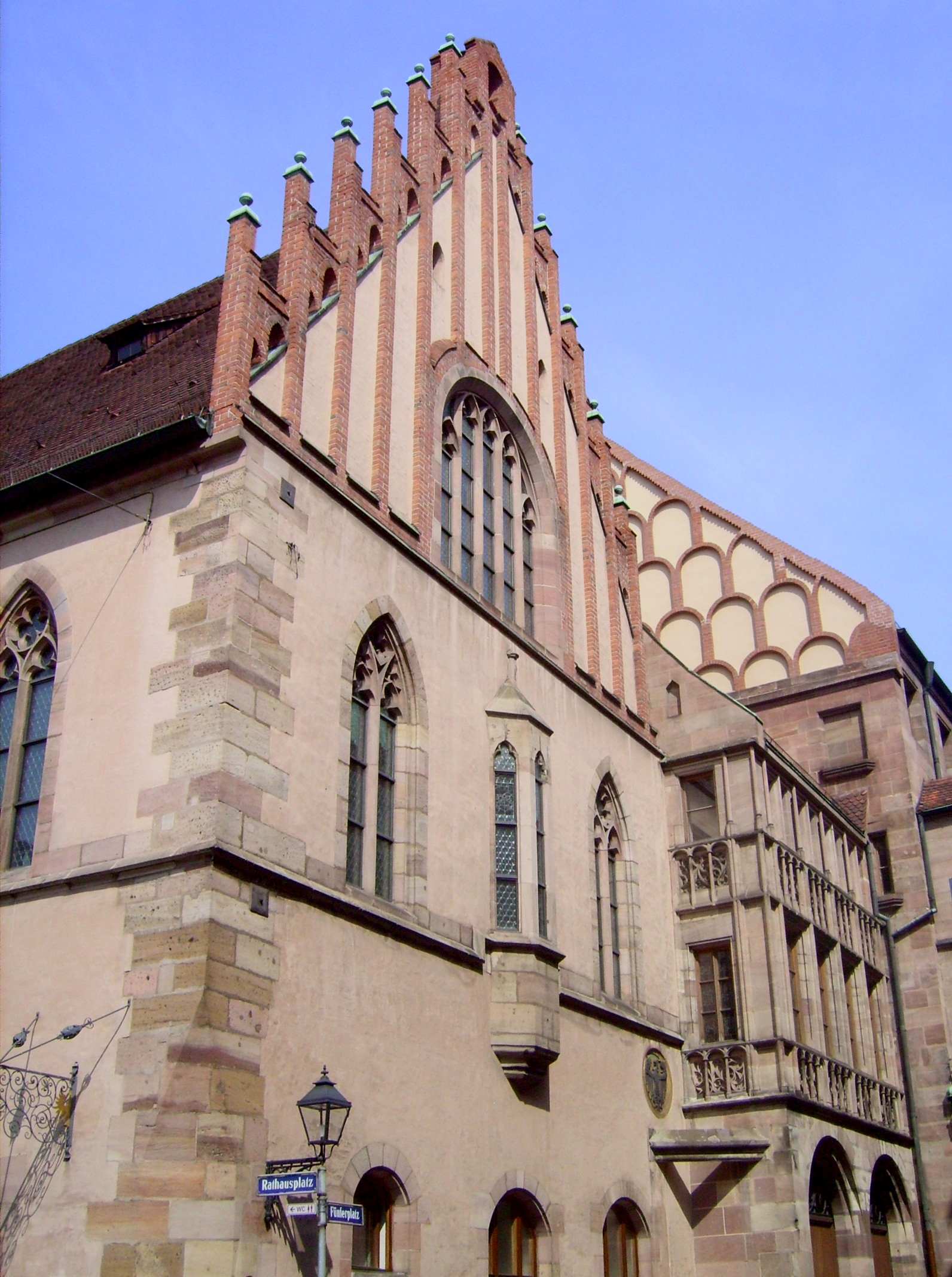
Mur est de l’hôtel de ville de Nuremberg [angle sud-est]. 2006

La construction se développe durant le XVe siècle. Le besoin d’espace s’accélérant, l’achat des maisons voisines est obtenu de force et l’intérieur est utilisé en pièces d’activités administratives, les façades extérieures restant inchangées.
En 1440, c’est probablement dans la maison de la dynastie (Grundherrsches Haus) et dans celle du douanier (Zollnersches Haus), dans le prolongement de la salle du tirage du sort (Losungerstube), que sont installées les salles nommées « chambre de gouvernement » (Regimentstube) et antichambre (Vorsaal). Une aquarelle de 1611 confirmerait en tout cas (par le nombre des fenêtres) que c’était là leur emplacement.
Après La Paix d'Augsbourg en 1555, Nuremberg est marquée par les transformations et les aménagements. Le conglomérat des maisons additionnées, jugé inesthétique par les variations de niveaux et de lignes de faîte, est masqué précairement. Hans Beheim l’Ancien se concentre pour l’essentiel sur la face est, avec la salle du conseil et les deux cours intérieures. En 1520/1521, la réalisation de la nouvelle décoration de la Grande Salle est effectuée sous la direction et les dessins d’Albrecht Dürer.

### XVIIesiècle

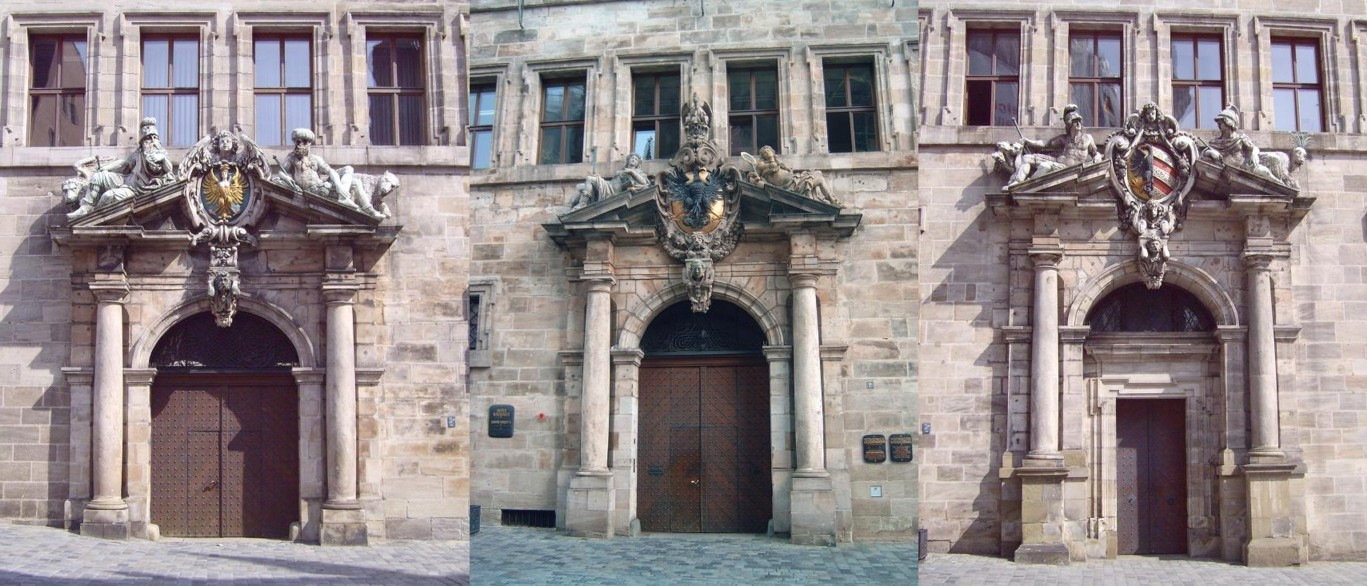
Les trois portails de la façade ouest de l’hôtel de ville de Nuremberg. État postérieur à la reconstruction de 1956-1978. 2006

La construction du nouvel hôtel de ville se déroule à une vitesse assez lente. Il n’a jamais été retenu dans les projets de sacrifier la pièce essentielle de l’hôtel de ville gothique : Grande Salle construite en 1320-1340, redécorée sous la conduite de Durer au début du XVIe siècle et entièrement restaurée (et en partie réaménagée) après un incendie à partir de 1613 sous la direction de Gabriel Weyer et Paul Juvenel. La reconstruction la maintient et sa façade ouest, seule sacrifiée (avec une fenêtre au sud), est parcourue dès 1619 par une galerie qui laisse à l’intérieur l’illusion fictive d’un bâtiment indépendant. 
L’angle sud-ouest se trouve également élargi par la tour de façade. Cette dernière, massive, contraste particulièrement avec l’architecture gothique environnante. Elle emprunte largement au vocabulaire architectural de la bourgeoisie et de l’Italie par ses fenêtres régulières scandées en partie haute de frontons circulaires et triangulaires alternés et surtout par ses trois portails dont deux sont ornementés des quatre monarques : référence aux quatre monarchies ou aux quatre âges du monde qui lui donnent des allures de palazzo.
La cour nord du nouveau complexe est elle aussi très structurée horizontalement par niveaux de baies en plein-cintre superposées s’opposant aux baies gothiques maintenues sur le mur sud. Il fut prévu d’intervenir plus tard à l’est afin de réaliser une autre façade unifiant la Grande Salle au reste du nouveau complexe mais cela ne fut jamais réalisé. Le déclenchement de la guerre de Trente Ans en 1618, la mort de Jakob Wolff en 1620, l’épuisement des moyens de construction, l’inquiétude et l’agitation grandissantes dans la population à propos du poids financier conduisent à l’arrêt des travaux en 1622.

## Acteurs et sources d'inspiration

### Commanditaires, concepteurs et artistes
À l’origine de la conception de la décoration de l’hôtel de ville de Nuremberg se trouve un seul conseiller : le patricien, juriste et philologue nurembergeois Willibald Pirckheimer. Il travaille en partenariat étroit avec Albrecht Dürer, citoyen de la ville, chargé de mettre en image ses idées. Les deux hommes ont déjà eu l’occasion de partager des points de vue. En effet, en 1518, Albrecht Dürer siège à la diète d'Empire à Augsbourg avec les représentants de la ville et accompagne en Suisse Willibald Pirckheimer, chargé par le Conseil, en 1519, avec Martin Tucher, d'une mission à Zurich. Sur les indications de l’érudit, Dürer élabore le parti pris formel du programme qui sera, à défaut d’être réalisé directement de sa main, guidé en mesure de ses capacités par son atelier. D’autres artistes comme Hans Von Kulmbach, Veit Hirsvogel l’Ancien et peut-être le jeune Peter Flötner se rallient à la réalisation.
De 1613 à 1621 la Grande salle est en partie restaurée et reçoit également de nouvelles décorations sous la direction de Gabriel Weyer et Paul Juvenel qui se chargent personnellement des travaux. Les thèmes et les citations de Wilibald Pirkheimer du mur sud sont conservés, comme le confirme un almanach de la ville reprenant les médaillons. Du point de vue stylistique, les modifications sont minimes. Sur les murs est et ouest, les plus remaniés, les nouvelles fresques mises en place sont, cette fois ci, élaborées par les conseillers qui parviennent à réorienter la totalité des aménagements antérieurs.

### Textes de référence
Nuremberg a sur place ou va chercher des érudits. Le corpus dans lequel ces derniers vont puiser pour élaborer leurs programmes reste assez commun à l'époque : textes de référence, bibliques, antiques ou médiévaux. Les auteurs classiques les plus utilisés sont Cicéron, Diodore, Livius, Lucien, Plutarque, Valerius Maximus. La Gesta Romanorum et Pétrarque constituent les principales références médiévales. Ces sources sont, dans la période qui nous intéresse, en grande partie traduites en allemand. Déjà en 1489, Hans Schobser d’Augsbourg propose une traduction d’une partie de la Gesta Romanorum et du récit de Valerius Maximus. Le texte original en grec de Lucien sur La Calomnie d'Apelle apparaît à Florence en 1496 pour la première fois. Il existait toutefois en Italie des traductions latines depuis 1430.
Il convient d’ajouter aux sources, la littérature emblématique qui connaît un essor important au cours du XVIe siècle. La principale source illustrée est de Francesco Colonnas avec son Hypnerotomachia Poliphilii de 1499 : un poème allégorique et fantastique présentant un riche trésor de l’Antiquité. De tels traités et les sources archéologiques font se développer en Italie une littérature sur les hiéroglyphes qui dure jusqu’au Hieroglyphica de Piero Valerianos en 1556. La forme des livres d’emblèmes est utilisée également par le juriste d’Augsbourg Andrea Alciati en 1531 dans son Emblematum Liber qui se propage dans plusieurs langues. Dans la première moitié du XVIIe siècle, Gabriel Rollenhagen publie son Nucleus Emblematum (en 1611 à Arnheim et deux ans plus tard à Utrecht). À Nuremberg l’Embletama Politica de Georg Rem(us) (1640) reprenant les emblèmes des fenêtres des murs sud et ouest de la Grande Salle de l’hôtel de ville.